# Código degenerado
La degeneración (o degenerativo) es una característica del código genético, la regla de correspondencia entre la secuencia de nucleótidos de los ácidos nucleicos y la secuencia de aminoácidos de los polipéptidos. Se refiere a que existen más codones distintos de los necesarios para guardar la información genética.

## Codificación
La maquinaria bioquímica de la materia viva basa su funcionamiento en cadenas de aminoácidos, de un repertorio de 20, llamadas polipéptidos, que a su vez forman proteínas. En un organismo hay miles de polipéptidos; cada polipéptido tiene una longitud determinada y una secuencia ordenada propia de aminoácidos. La información hereditaria, la que pasa de padres a hijos, es fundamentalmente, aunque no únicamente, un catálogo codificado de los polipéptidos que el organismo debe ser capaz de sintetizar.
Casi todo el mundo sabe, hoy en día, que la información que manejan los sistemas informáticos consiste en una secuencia de estados binarios, descritos como ceros y unos, con las que se puede indicar, mediante las correspondientes tablas de conversión, una letra de un texto, la frecuencia de un sonido, o la cantidad de color rojo en un punto o pixel determinado de una imagen en pantalla.
Análogamente, la información hereditaria no es la propia secuencia de aminoácidos, sino una secuencia correspondiente de ácido nucleico (que se guarda como ADN y se copia a ARN para su manejo), y la correspondencia entre ambas secuencias viene establecida por la tabla conocida como código genético. (Para una explicación más detallada V. síntesis proteica)
Cada aminoácido es indicado en la secuencia genética por tres eslabones de la cadena nucleica (tres nucleótidos) cuyo conjunto forma un codón. Como hay cuatro clases de nucleótidos (A,G,U,C) hay 43=64 codones posibles. Se cuenta pues con 64 codones para indicar solo 20 aminoácidos (más la señal de terminación, que indica que la traducción del polipéptido ya está completa). 
Solo dos aminoácidos, metionina y triptófano, están codificados por un solo codón: en el extremo contrario, tres aminoácidos, leucina, serina y arginina, están codificados por seis codones cada uno. 
| Ala/A | GCU, GCC, GCA, GCG           | Leu/L | UUA, UUG, CUU, CUC, CUA, CUG |
| Arg/R | CGU, CGC, CGA, CGG, AGA, AGG | Lys/K | AAA, AAG                     |
| Asn/N | AAU, AAC                     | Met/M | AUG                          |
| Asp/D | GAU, GAC                     | Phe/F | UUU, UUC                     |
| Cys/C | UGU, UGC                     | Pro/P | CCU, CCC, CCA, CCG           |
| Gln/Q | CAA, CAG                     | Ser/S | UCU, UCC, UCA, UCG, AGU, AGC |
| Glu/E | GAA, GAG                     | Thr/T | ACU, ACC, ACA, ACG           |
| Gly/G | GGU, GGC, GGA, GGG           | Trp/W | UGG                          |
| His/H | CAU, CAC                     | Tyr/Y | UAU, UAC                     |
| Ile/I | AUU, AUC, AUA                | Val/V | GUU, GUC, GUA, GUG           |
| START | AUG                          | STOP  | UAG, UGA, UAA                |

Los distintos codones que codifican para un mismo aminoácido se denominan codones sinónimos. Los codones sinónimos tienden a coincidir en uno o dos de los nucleótidos iniciales (ver la tabla), aunque no siempre. Por ejemplo, cuatro de los codones que codifican para la serina (Ser o S) empiezan por UC.
Esto hace que ciertas mutaciones puntuales, las que afectan a los nucleótidos no coincidentes de codones sinónimos, carezcan de consecuencias. Por ejemplo, si en la secuencia aparece un codón UCA, la mutación del tercer nucleótido (A) a cualquier otro (G, U o C), aunque altere de manera permanente la secuencia hereditaria (el gen) no tendrá consecuencias, porque en la secuencia polipeptídica (proteica), el aminoácido colocado seguirá siendo la serina.